# Alberto Acquacalda
Alberto Acquacalda (né à Ravenne le 1er août 1898, mort le 11 août 1921) est un antifasciste, lieutenant des Arditi del Popolo et victime du fascisme.

## Biographie
Alberto Acquacalda est proche idéologiquement de Giuseppe Mazzini et il est un interventionniste de gauche favorable à l'entrée en guerre de l'Italie lors du premier conflit mondial. Il est décoré pour ses faits de guerre.
D'après les notes internes de la préfecture de Ravenne établies le 2 août 1921, il est décrit comme une personne appréciée par sa famille et par les personnes extérieures, de culture supérieure ayant étudié dans un institut technique et en mesure de faire de prosélytisme pour ses idées, il était connu pour ses fréquentations anarchistes et communistes. Pendant la biennale rouge, il mène une activité de propagande révolutionnaire dans la région de Ravenne et en janvier 1921, il adhère au Parti communiste d'Italie ; les notes préfectorales indiquent qu'il participe à toutes les initiatives du parti, faisant preuve d'une grande capacité d'organisation et de meneur. Il est nommé instructeur et chef de groupe des Arditi del Popolo de Ravenne.
Il est tué le 11 août 1921 par un groupe de squadristi fascistes.
Après la guerre, la ville de Ravenne a donné son nom à une rue pour perpétuer sa mémoire.